# Emanuel Haldeman-Julius

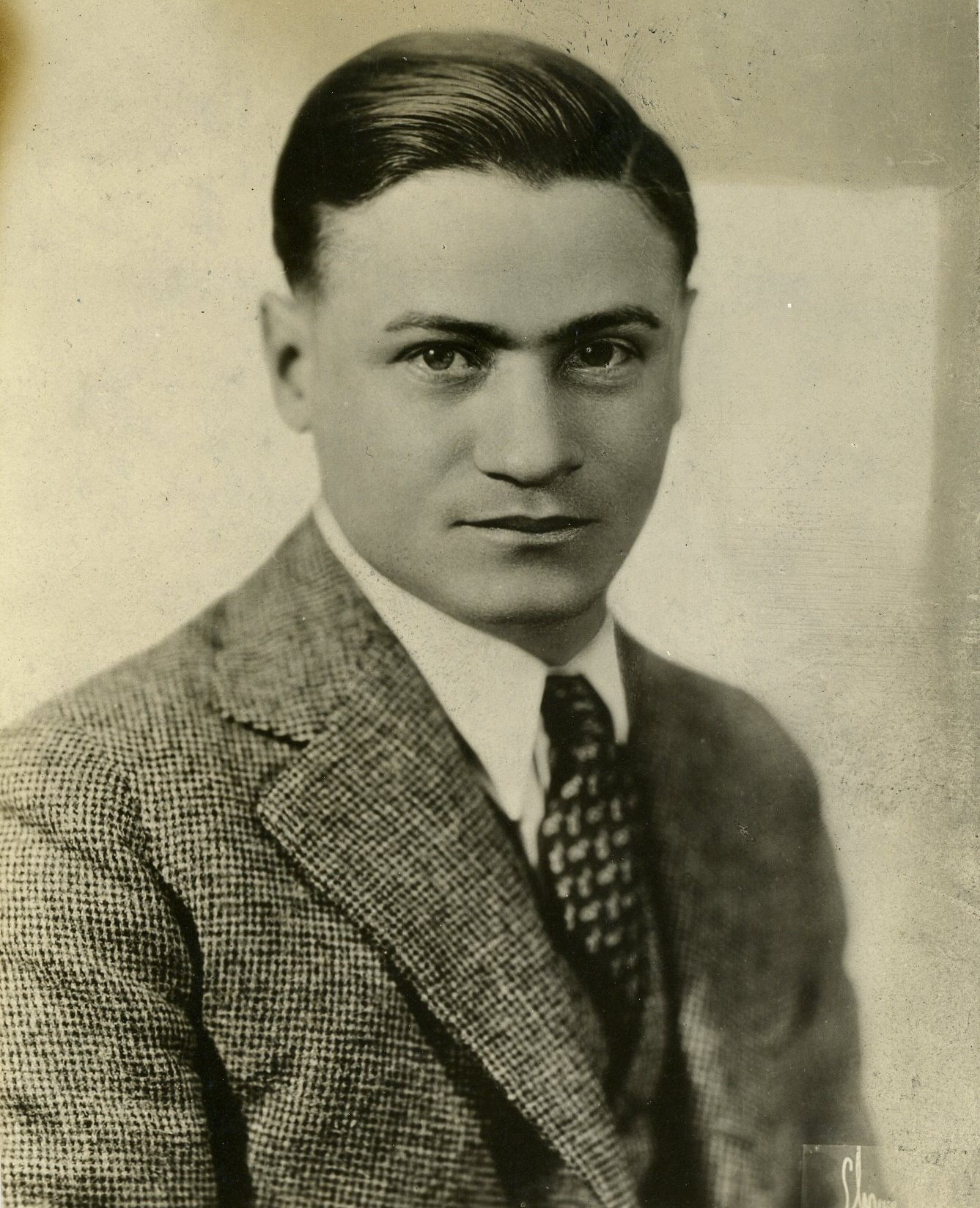
Emanuel Haldeman-Julius

Emanuel Haldeman-Julius (* 30. Juli 1889 in Philadelphia, Pennsylvania; † 31. Juli 1951), geboren als Emanuel Julius, war ein sozialistischer Reformer und Verleger jüdischer Abstammung. Sechs Monate nach der Heirat mit Marcet Haldeman im Jahr 1915 verbanden beide ihre Nachnamen.
Nach Tätigkeiten als Journalist in Chicago zog er 1915 nach
Girard, Kansas und begründete dort 1919 die Buchreihe Little Blue Books, mit der er und Marcet klassische Texte in einfachen, günstigen Ausgaben herausbrachten und so auch den weniger
Besitzenden zugänglich machten.
Die Bücher hatten ein Format von 8,9 cm × 12,7 cm, die erste Ausgabe erschien 1919 für 5 Cent. Insgesamt wurden 100 Millionen Exemplare verkauft.
Die Buchreihe war ein großer Erfolg und brachte ihnen entsprechenden Reichtum ein. Später begründete er die Reihe Big Blue Books im Format 21,6 cm × 14 cm.
Sein Name wird gelegentlich, auch von Verlagen, Halderman-Julius geschrieben.